# Walewska de Oliveira
Walewska Moreira de Oliveira (Belo Horizonte, 1º ottobre 1979 – San Paolo, 21 settembre 2023) è stata una pallavolista brasiliana, nel ruolo di centrale.

## Carriera

### Club
La carriera professionistica di Walewska Moreira de Oliveira, comunemente nota come Walewska, inizia nel 1997, tra le file del Minas, club della sua città natale, Belo Horizonte.
Dalla stagione successiva gioca nel Paraná, con cui vince lo scudetto nel campionato 1999-00, proseguendo il sodalizio col club di Curitiba per altri tre anni prima di cambiare maglia nella stagione 2003-04, quando passa al São Caetano.
Nella stagione 2004-05 si trasferisce per la prima volta all'estero, per giocare nella Sirio Perugia, club della Serie A1 italiana col quale vince praticamente tutto: scudetto, Coppa Italia, Coppa di Lega, Champions League e Coppa CEV.
Nel campionato 2007-08 gioca in Spagna col CAV Murcia, vincendo nell'ordine la Supercoppa spagnola, la Coppa della Regina e lo scudetto; nella stagione successiva va a giocare nella Superliga russa con lo Zareč'e Odincovo, disputando due finali scudetto consecutive e vincendo la seconda.
Dopo tre anni in Russia, nella stagione 2011-12 ritorna in patria nel GRER, mentre in quella successiva passa al Campinas. Dopo la chiusura del club di Campinas, nel campionato 2014-15 torna a giocare nel Minas, mentre nel campionato seguente passa al Praia Clube, dove resta per tre annate, aggiudicandosi il titolo 2017-18.
Nella stagione 2018-19 si accasa all'Osasco, sempre in massima divisione facendo tuttavia ritorno al club di Uberlândia dopo una sola annata; con il Praia Clube conquista il Campionato Mineiro 2019 e la Supercoppa brasiliana 2019.

### Nazionale
Fa il suo esordio con la maglia della nazionale brasiliana nel 1998, vincendo ben cinque campionati sudamericani consecutivi, tra il 1999 ed il 2007; sempre nel 1999, vince anche la medaglia d'argento al World Grand Prix e la medaglia di bronzo in Coppa del Mondo.
Nell'estate del 2000, dopo il terzo posto al World Grand Prix, viene convocata per i Giochi della XXVII Olimpiade, vincendo la medaglia di bronzo. Nel 2003 vince la medaglia d'argento in Coppa del Mondo, mentre l'anno seguente, dopo aver conquistato il World Grand Prix, partecipa ai Giochi della XXVIII Olimpiade.
Nel 2006 si aggiudica la medaglia d'oro al World Grand Prix, mentre perse per 3-2 la finale del Campionato mondiale; l'anno dopo vince ancora l'argento in Coppa del Mondo e nel 2008 la medaglia d'oro al World Grand Prix e ai Giochi della XXIX Olimpiade, annunciando il ritiro dalla nazionale brasiliana al termine della competizione
Nel 2013 rientra in nazionale per la sola Grand Champions Cup, aggiudicandosi il torneo.

## Palmarès

### Club
- Campionato brasiliano: 2

1999-00, 2017-18
- Campionato italiano: 2

2004-05, 2006-07
- Campionato spagnolo: 1

2007-08
- Campionato russo: 1

2009-10
- Campionato Mineiro: 1

2019
- Coppa Italia: 2

2004-05, 2006-07
- Coppa della Regina: 1

2007-08
- Coppa di Lega: 1

2006
- Supercoppa spagnola: 1

2007
- Supercoppa brasiliana: 1

2019
- Champions League: 1

2005-06
- Coppa CEV: 2

2004-05, 2006-07

### Nazionale (competizioni minori)
- Giochi panamericani 1999
- Montreux Volley Masters 2006
- Trofeo Valle d'Aosta 2006
- Giochi panamericani 2007
- Final Four Cup 2008

### Premi individuali
- 2007 - Campionato sudamericano: Miglior servizio
- 2008 - World Grand Prix: Miglior muro
- 2017 - Campionato sudamericano per club: Miglior centrale